# Neomochtherus petrishtshevae
Neomochtherus petrishtshevae är en tvåvingeart som beskrevs av Stackelberg 1937. Neomochtherus petrishtshevae ingår i släktet Neomochtherus och familjen rovflugor. Inga underarter finns listade i Catalogue of Life.